# Barracão (Rio Grande do Sul)
Barracão  este un oraș în statul Rio Grande do Sul (RS), Brazilia.